# Carl Richard Unger
Carl Richard Unger (født 2. juli 1817 i Kristiania, død 30. november 1897 sammesteds) var en norsk sprogforsker. 
Ungers akademiske virksomhed — han var professor i germansk og romansk filologi — var kun af ringe betydning. Derimod har han indlagt sig stor fortjeneste som udgiver af gamle norske, og islandske tekster, i begyndelsen i forening med P.A. Munch og Keyser, senere alene. 
Således udgav han flere redaktioner af de norske kongesagaer, bearbejdelser al middelalderlige romantiske digtninge samt religiøse skrifter (homilier og helgenlegender). Disse udgaver er alle meget omhyggelig udførte og udmærkede sig frem for deres forgængere ved pålidelighed. 
Derimod kan de ikke alle siges at bestå for nutidens fordringer, idet de kun mangelfuldt meddeler det tekstkritiske apparat, som er nødvendigt for en videnskabelig benyttelse af litteraturen. Til dels er flere håndskrifter kompilerede, uden at der i det enkelte er gjort rede herfor, hvilket har nødvendiggjort nye udgaver. 
Medens Unger var en mester i den gamle prosastil, havde han ikke trængt dybere ind i skjaldesproget; hans gengivelse av skjaldevers er gennemgående mindre tilfredsstillende. I bedømmelse af de gamle skriveres særegenheder var Unger fremragende og har herom gjort mange værdifulde iagttagelser.